# 滇榄
滇榄（学名：Canarium strictum）是橄榄科橄榄属的植物。分布在锡金、印度、缅甸以及中国大陆的云南等地，属中国原产的植物（非从国外引种）。

## 别名
漾蕊（云南布朗族语） 漾短（云南傣族语）